# Jantarnyj

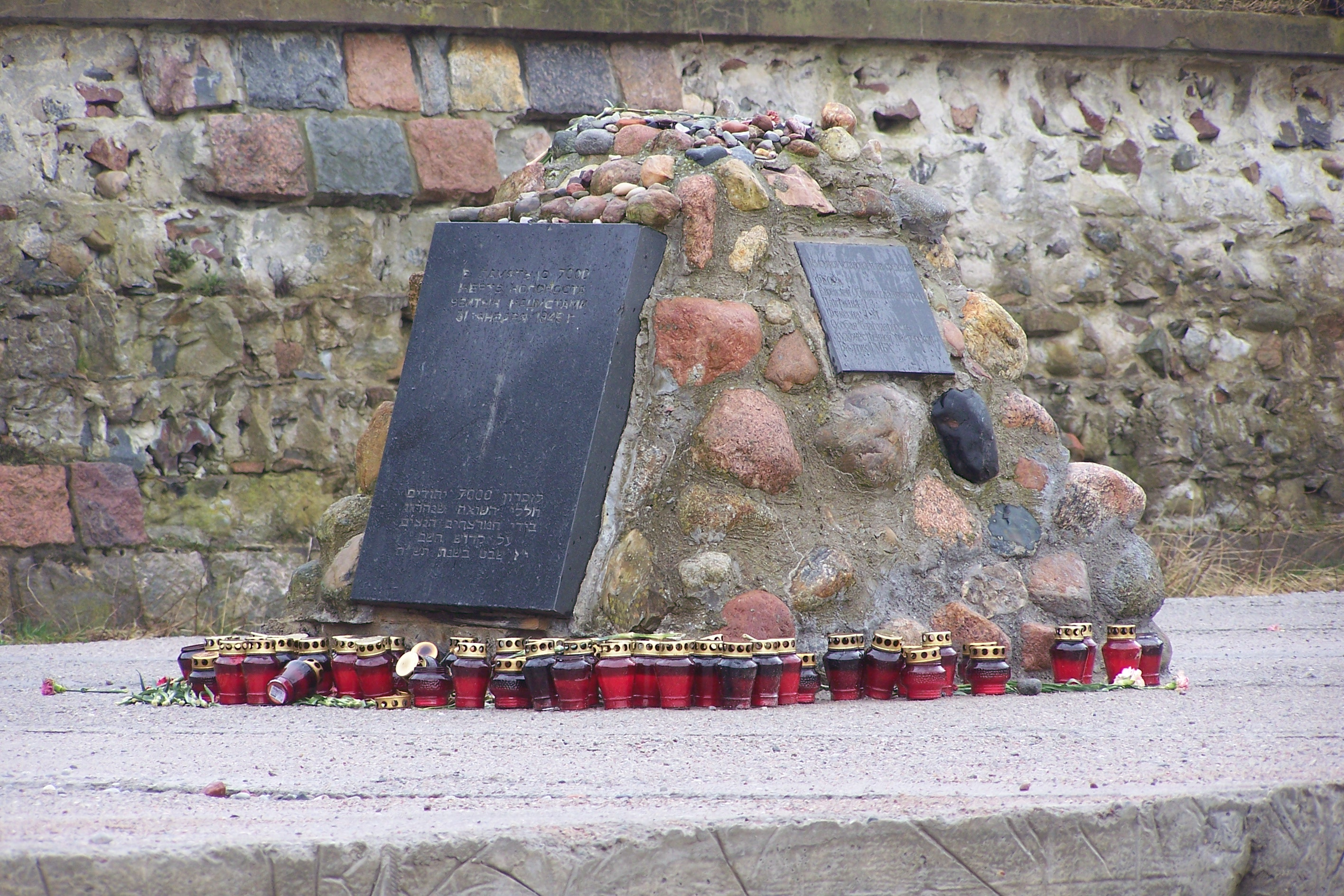
Tablice dotyczące więźniarek – głównie Żydówek, do których strzelano 31 stycznia 1945 r. w nocy na plaży

Jantarnyj (ros. Янтарный; dawn. niem. Palmnicken, pol. Palmniki, lit. Palmininkai i Palvininkai) – nadbałtyckie osiedle typu miejskiego w obwodzie królewieckim. Jest siedzibą miejskiego okręgu Jantarnyj (ros. Янтарный городской округ, Jantarnyj gorodskoj okrug) – jednostki administracyjnej na prawach rejonu. Liczy około 6 tys. mieszkańców.
31 stycznia 1945 roku w nocy na plaży Niemcy rozstrzelali kilka tysięcy więźniów jednej ze wschodniopruskich filii hitlerowskiego obozu KL Stutthof, głównie kobiet. Jednak w wyniku dużego pośpiechu niemieckich zbrodniarzy podczas mordowania, część ofiar przeżyła. Burmistrz Kurt Friedrichs zorganizował ich poszukiwania, złapani zbiegowie byli na miejscu rozstrzeliwani. Uratowało się w sumie około 200 osób. Miejsce egzekucji upamiętnia monumentalny pomnik proj. Franka Meislera z 2011, przedstawiający trzy poskręcane, zbroczone krwią i skierowane ku niebu dłonie z numerami obozowymi, wykonane z metalu o wysokości kilkudziesięciu metrów. Na umieszczonych tu tablicach przedstawiono twarze kobiet i dzieci, a nad pomnikiem, przy martwej sztolni namalowano gwiazdę Dawida oraz zarysy ludzkich sylwetek układające się w słowo Holocaust.
Obecna nazwa wywodzi się od rosyjskiego słowa jantar, czyli bursztyn. W okolicach Jantarnego znajdują się największe na świecie pokłady bursztynu, wydobywane przemysłowo w kopalniach odkrywkowych od XIX wieku. Jest tam także muzeum bursztynu i zakłady jego przeróbki. Neogotycki kościół został zbudowany jako ewangelicki w latach 1887–1892; obecnie cerkiew. W 1911 roku został założony zbór baptystyczny.

## Literatura
- Handbuch der historischen Stätten, Ost- und Westpreussen, hrsg. von Erich Weise, Stuttgart, Kröner, 1981, ISBN 3-520-31701-X (unveränd. Nachdr. d. 1. Aufl. 1966)
- Walter Dignath, Herbert Ziesmann, Die Kirchen des Samlandes. Eine Dokumentation, Leer, Rautenberg, 1987, ISBN 3-7921-0355-9.
- Juri Iwanow, Königsberg und Umgebung, Dülmen, Laumann-Verl., 1994, ISBN 3-87466-185-7.
- Martin Bergau: Todesmarsch zur Bernsteinküste. Das Massaker an Juden im ostpreußischen Palmnicken im Januar 1945. Zeitzeugen erinnern sich. Universitätsverlag Winter, Heidelberg 2006. ISBN 3-8253-5201-3.